# إد وايت
إد وايت (بالإنجليزية: Moondog King) (و. 1949 – 2005 م) هو مصارع محترف كندي، ولد في سانت جونز، توفي في سانت جونز، عن عمر يناهز 56 عاماً، بسبب حادث مرور.

## روابط خارجية
- إد وايت على موقع CageMatch worker (الإنجليزية)
- إد وايت على موقع قاعدة بيانات المصارعة على الإنترنت (الإنجليزية)
- إد وايت على موقع عالم المصارعة على الإنترنت (الإنجليزية)
- إد وايت على موقع عالم المصارعة على الإنترنت (الإنجليزية)